# Joan Capdevila
Joan Capdevila Méndez (* 3. Februar 1978 in Tàrrega, Provinz Lleida) ist ein ehemaliger spanischer Fußballspieler. Der linke Außenverteidiger stand zuletzt beim andorranischen Verein FC Santa Coloma unter Vertrag.

## Verein
Capdevila spielte am Anfang seiner Profikarriere bei der zweiten Mannschaft von Espanyol Barcelona. Für die erste Mannschaft debütierte er am 8. Spieltag der Saison 1998/99 beim 2:2 gegen Athletic Bilbao. Anschließend war er nicht mehr aus der ersten Elf wegzudenken und bestritt in dieser Saison insgesamt 29 Ligaspiele, davon 27 von Anfang an.
Zur Saison 1999/00 wechselte Capdevila zu Atlético Madrid. Auch bei Atlético war der Mann auf der linken Außenbahn gesetzt, stieg aber mit dem Team am Ende der Saison in die Segunda División ab.
Er wechselte anschließend zu Deportivo La Coruña, wo er zunächst mit Enrique Romero um einen Platz in der Startelf kämpfte. Durch seine guten Leistungen stieg er in seiner zweiten Saison zur unumstrittenen Stammkraft auf und gewann mit Depor 2002 den spanischen Pokal. Nachdem Depor in den folgenden Jahren mehr und mehr zum Mittelklasse-Verein geworden war, wechselte er zur Saison 2007/08 zum FC Villarreal.
Mit Villarreal erreichte er in der spanischen Liga 2007/08 einen hervorragenden zweiten Platz, mit dem die Mannschaft direkt für die UEFA Champions League qualifiziert war. Er bestritt in jener Saison bis auf zwei Spiele alle Ligapartien. In der darauffolgenden Saison erreichte Villarreal in der Liga Rang fünf und schied im Champions-League-Viertelfinale gegen den FC Arsenal aus. Capdevila absolvierte wie in der Vorsaison 36 Ligaspiele, war aber zwei Mal mehr als Torschütze erfolgreich.
In der Saison 2009/10 verpasste er nur ein Ligaspiel, die anderen 37 spielte er von Anfang bis Ende durch. Beim Spiel gegen den FC Getafe am 13. Spieltag der Saison markierte er zwei Treffer zum 3:2-Sieg seiner Mannschaft. Am Ende der Saison fehlten Villarreal zwei Punkte auf den FC Getafe, um sich den letzten möglichen Europapokalstartplatz zu sichern.
Zur Saison 2011/12 wechselte Capdevila zu Benfica Lissabon, wo er einen Zweijahresvertrag unterschrieb.
Am 27. Juli 2012 wurde der Wechsel zum spanischen Erstligisten Espanyol Barcelona bekannt gegeben. Capdevila unterschrieb für eine Saison bei den Katalanen.
Nachdem er ab Sommer 2014 beim indischen Verein NorthEast United gespielt hatte, wechselte Capdevila ein halbes Jahr später zu Lierse SK nach Belgien. 2017 unterschrieb er beim andorranischen Meister FC Santa Coloma einen Vertrag und wurde damit der erste Weltmeister in der 1. Liga in Andorra.

## Nationalmannschaft
2000 nahm er mit der spanischen Olympiaauswahl an den Olympischen Sommerspielen 2000 in Sydney teil. Er zog mit seiner Mannschaft in das Finale gegen Kamerun ein. Letztlich mussten sich die spanischen Spieler nach der Niederlage im Elfmeterschießen mit dem Gewinn der Silbermedaille begnügen.
Sein Debüt im spanischen Nationalteam gab Capdevila am 16. Oktober 2002 beim 0:0 gegen Paraguay. Capdevila stieg nach der WM 2006 zum Stammspieler auf und erzielte im November 2007 beim Qualifikationsspiel für die EURO 2008 gegen Schweden sein erstes Tor für die Nationalelf.
Im Mai 2008 berief ihn Luis Aragonés in den Kader für die EM 2008, wo er als Stammspieler Europameister wurde.
2009 nahm er mit Spanien am Confed-Cup 2009 teil. Dort gab er beim 5:0-Erfolg über Neuseeland zwei Torvorlagen und auch die anderen drei Tore wurde in diesem Spiel alle über seine linke Seite eingeleitet. Nach dem Turnier, das Spanien als Dritter abschloss, wurde Capdevila von den Fans in die Mannschaft des Turniers gewählt.
Nachdem er in den Qualifikationsspielen in neun von zehn Spielen zum Einsatz gekommen war, nominierte ihn Vicente del Bosque für die WM 2010 in Südafrika in den spanischen Kader. Dort war er neben Torwart Iker Casillas und Gerard Piqué der einzige spanische Spieler, der in jeder Minute auf dem Platz stand. Damit hatte er Anteil an Spaniens erstem Gewinn einer Fußball-Weltmeisterschaft, nachdem im Endspiel die Niederlande mit 1:0 nach Verlängerung besiegt worden war.

## Erfolge
Nationalmannschaft:
- Weltmeister: 2010
- Europameister: 2008
- Dritter Platz beim FIFA-Konföderationen-Pokal 2009
- Silbermedaille bei den Olympischen Sommerspielen 2000 (4 Einsätze)

Verein:
- Spanischer Pokal: 2002
- Supercopa de España: 2000, 2002
- Taça da Liga: 2012